# Ambrogio Annoni
Ambrogio Annoni (Milán, 1882- id., 1954) fue un arquitecto italiano y teórico de la restauración, que trabajó como funcionario de la Superintendencia de monumentos entre 1910 y 1926, y como profesor auxiliar durante más de cuarenta años en el Politécnico de Milán desde 1910. 

## Obra
Annoni fue autor o supervisor de numerosas restauraciones especialmente en Rávena (donde fue superintendente entre 1920 y 1922), Pavía y Milán. 
Entre sus intervenciones destacan: 
- Ravenna: las iglesias de San Giovanni Evangelista, San Francisco y Santa Clara; y el Palazzetto Veneziano.
- Pomposa: Palacio de la Ragione.
- Pavía: el Broletto y de Porta Nuova.
- Cantù: Basílica de Galliano.
- Sassari: Basílica del Sagrado Corazón.
- Milán: la iglesia de San Pietro in Gessate Santa Maria y Bianca en Casoretto, la Bicocca degli Arcimboldi, Villa Mirabello, y el Hospital mayor Cà Grandal.

## Teorías
La importancia de su contribución a la teoría de la restauración se debe a su negación de métodos normalizados: Annoni rehúye de la teorización y esquematización abstractas en favor de la denominada teoría del caso por caso, como método de adaptación a cada proyecto. 
Annoni rechaza la prioridad en la búsqueda de la unidad de estilo, como puede verse en la restauración de San Pietro in Gessate - por lo que requiere el mantenimiento del portal barroco, a fin de evitar una reconstrucción en estilo - y del Broletto en Pavia, edificio en el que intenta sacar a la luz y proteger los múltiples estratos históricos. 
Algunos de sus proyectos también muestran otras soluciones alejadas de la práctica habitual y que han abierto el camino a la inclusión de elementos modernos en edificios históricos, como en la reconstrucción de la nave inferior de la Basílica de Galliano, donde propone la simple memoria de los arcos con una pared de vidrio. 
Fue de los primeros en destacar la importancia de las principales métricas en los edificios como un medio de conocimiento histórico-crítico, así como de la arquitectura geométrica. 
Su actitud con respecto a la restauración se puede resumir con sus propias palabras: 
"Hoy se piensa que la restauración no sólo debe ser arte, ni sólo ciencia, deben ser ambas juntas, para lo cual necesitamos un gran sentido del equilibrio, de cultura, de amor. Para la restauración no se intentará solo una reconstrucción estilística o histórica, sino de conservación, sistematización y revalorización del edificio"
(Annoni Ambrogio: Scienza ed arte del restauro architettonico. Idee ed esempi, Edizioni Artistiche Framar, Milán, 1946, p. 14.)
- Datos: Q3613812